# Thraupis palmarum
Thraupis palmarum là một loài chim trong họ Thraupidae.